# پالم اسپرینگز (فیلم ۲۰۲۰)
پالم اسپرینگز (به انگلیسی: Palm Springs) یک فیلم کمدی رمانتیک آمریکایی محصول ۲۰۲۰ به کارگردانی مکس بارباکوف و نویسندگی اندی سیارا است. در این فیلم اندی سامبرگ، کریستین میلیوتی، پیتر گالاگر و جی. کی. سیمونز به ایفای نقش می‌پردازند. این فیلم داستان دو غریبه را دنبال می‌کند که در یک عروسی در پام اسپرینگز، کالیفرنیا با یکدیگر ملاقات می‌کنند تا فقط در یک حلقه زمانی گیر کنند.
این فیلم اولین نمایش جهانی خود را در جشنواره فیلم ساندنس در تاریخ ۲۶ ژانویه سال ۲۰۲۰ انجام داد و در سالن‌های انتخابی توسط نئون و به صورت دیجیتالی از هولو در تاریخ ۱۰ ژوئیه سال ۲۰۲۰ اکران شد.
فیلم با تمجید از عملکرد بازیگران و استفاده از این مفهوم مورد تحسین جهانی منتقدان قرار گرفت. همچنین این فیلم در جایگاه بیست و پنجم لیست بهترین فیلم‌های سال به انتخاب منتقدان متاکریتیک قرار گرفت.

## داستان
این فیلم داستان سارا و نایلز را روایت می‌کند که در یک عروسی با یکدیگر ملاقات می‌کنند اما اوضاع بسیار پیچیده می‌شود و در زمان گیر می‌کنند و نمی‌توانند از آن مراسم، از یکدیگر و از آن زمان رهایی یابند و همه چیز برایشان درحال تکرار است تا اینکه...

## بازیگران
- اندی سمبرگ در نقش نایلز، دوست پسر میستی و عشق سارا
- کریستین میلیوتی در نقش سارا وایلدر، خواهر تالا، دختر هوارد و عشق نایلز
- جی. کی. سیمونز در نقش روی، شخص دیگری که در حلقه زمان گیر افتاده‌است
- پیتر گلگر در نقش هوارد وایلدر، پدر سارا و تالا و شوهر پیا
- مردیت هاگنر در نقش میستی، دوست دختر نایلز و ساقدوش عروس تالا
- کامیلا مندس در نقش تالا آن وایلدر، خواهر سارا و دختر هوارد و پیا
- تایلر هوچلین نقش آبراهام یوجین ترنت «آبه» شلیفن، نامزد تالا و نوه نانا
- کریس پنگ در نقش ترور مراسم عروسی
- ژاکلین ابرادورز در نقش پیا وایلدر، نامادری سارا و همسر هوارد
- جون اسکویب در نقش نانا شلیفن، مادربزرگ آبه
- ینا فریدمن در نقش دیزی متصدی بار
- جون اسکویب در نقش جری، داماد
- دیل دیکی در نقش دارلا
- کانر اومالی در نقش رندی، داماد
- کلیفورد ویکتور جانسون در نقش خودش